# Yazd (Provinz)

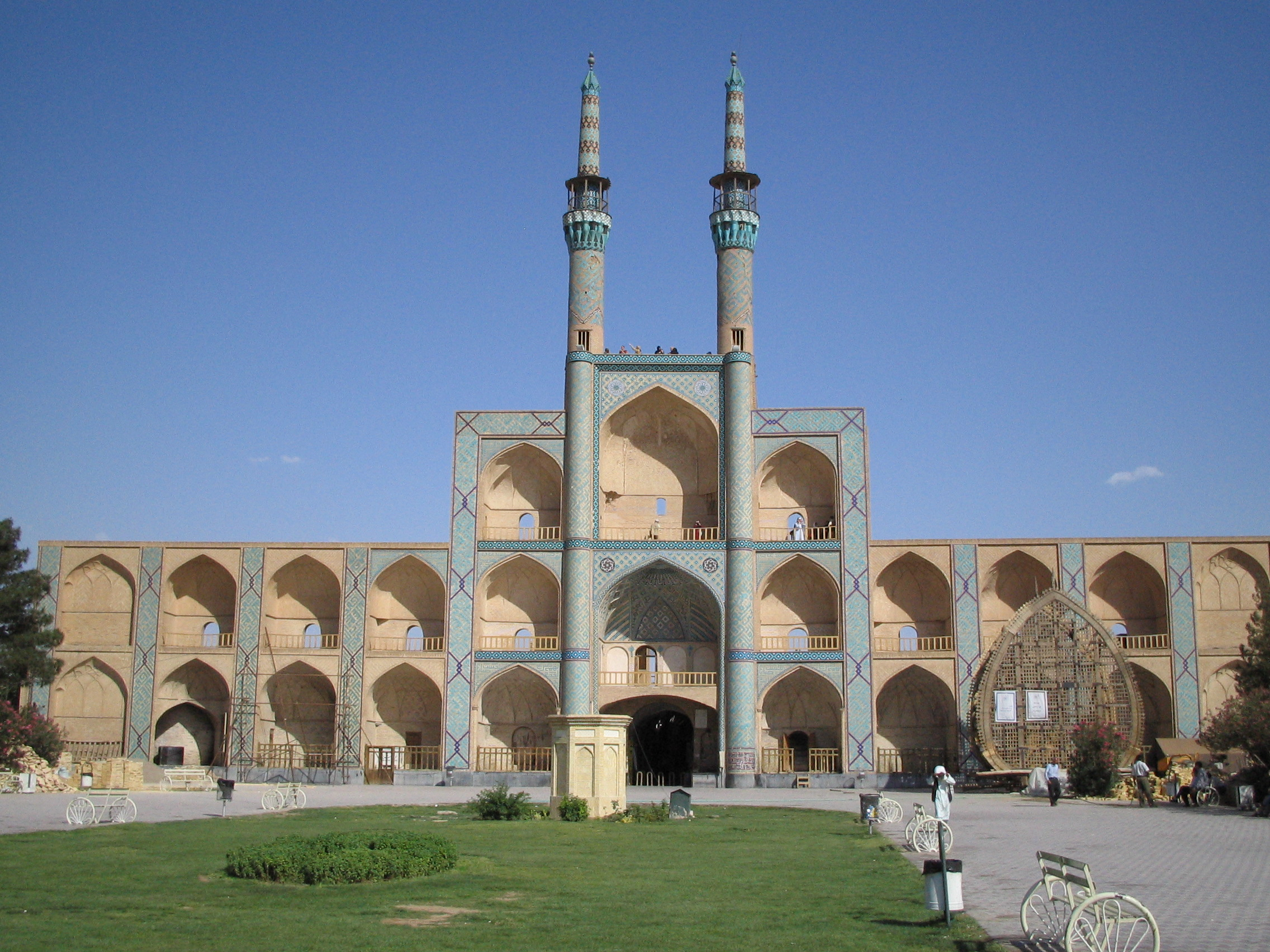
Moschee Amir Chakhmâgh, heute Freitagsmoschee

Yazd (persisch استان یزد, DMG Ostān-e Yazd) ist eine der 31 iranischen Provinzen. Hauptstadt ist die gleichnamige Stadt Yazd. 
In der Provinz leben 1.138.533 Menschen (Volkszählung 2016). Die Fläche der Provinz erstreckt sich auf 129.285 Quadratkilometer. Die Bevölkerungsdichte beträgt 8 Einwohner pro Quadratkilometer.

## Geographie
Die Provinz liegt im Zentrum des Landes. Wichtige Städte sind Yazd, Mehriz, Meybod, Taft, Ardakan, Neyband und Bafgh. Bekannt sind die in der Provinz angebauten Granatäpfel.

## Bevölkerung
Die Bevölkerung von Yazd setzt sich fast nur aus Persern zusammen, die meisten von ihnen sind schiitische Muslime. Es leben allerdings auch noch relativ viele Zoroastrier in Yazd. Hier befinden sich noch einige Feuertempel (persisch آتشكده, DMG Ātaškade) der Zoroastrier.

## Verwaltungsgliederung
Die Provinz Yazd gliedert sich in zehn Landkreise:
- Abarkuh
- Ardakan
- Aschkezar
- Bafq
- Bahabad
- Khatam
- Mehriz
- Meybod
- Taft
- Yazd

## Geschichte

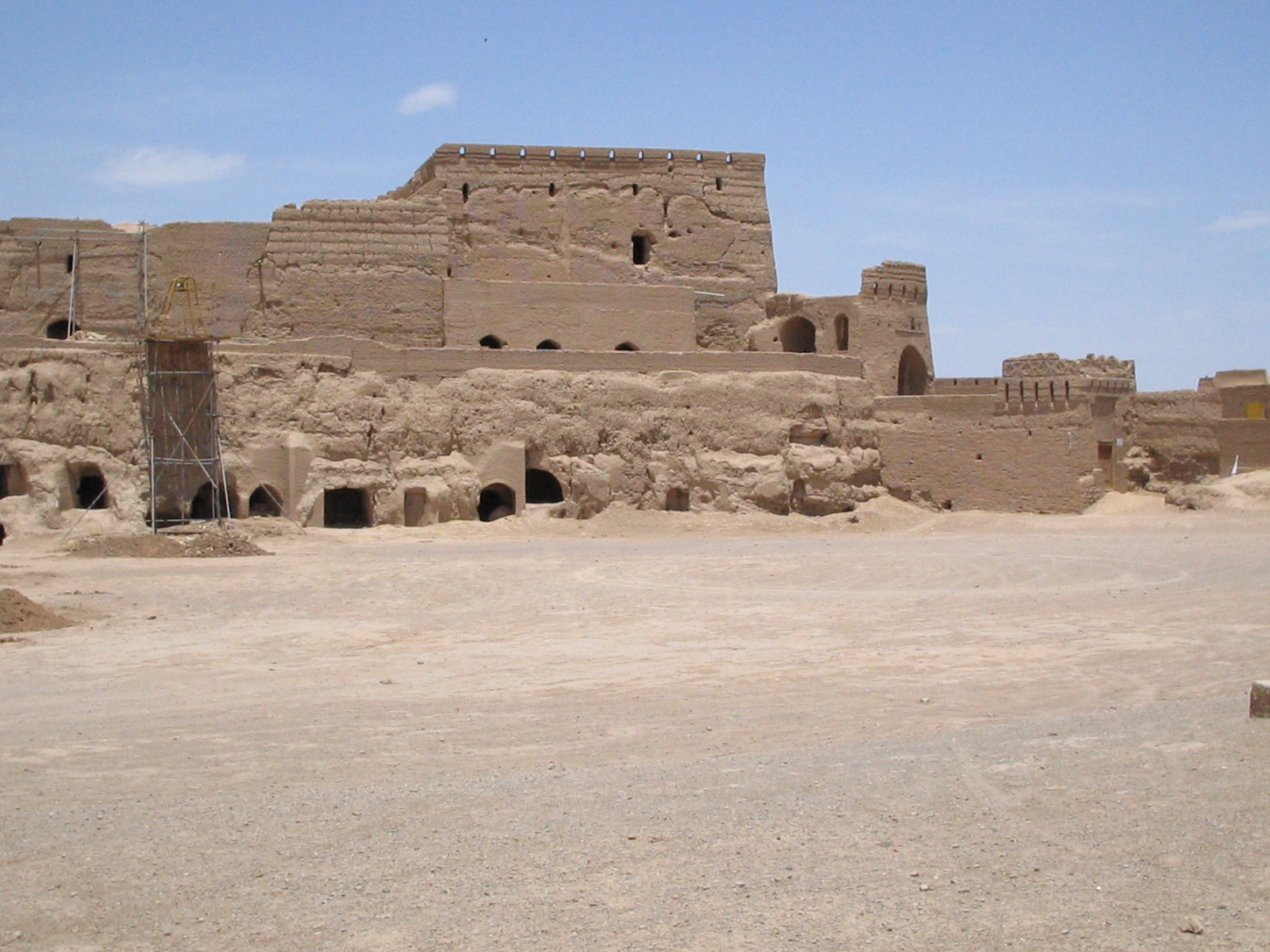
Zitadelle Maybod

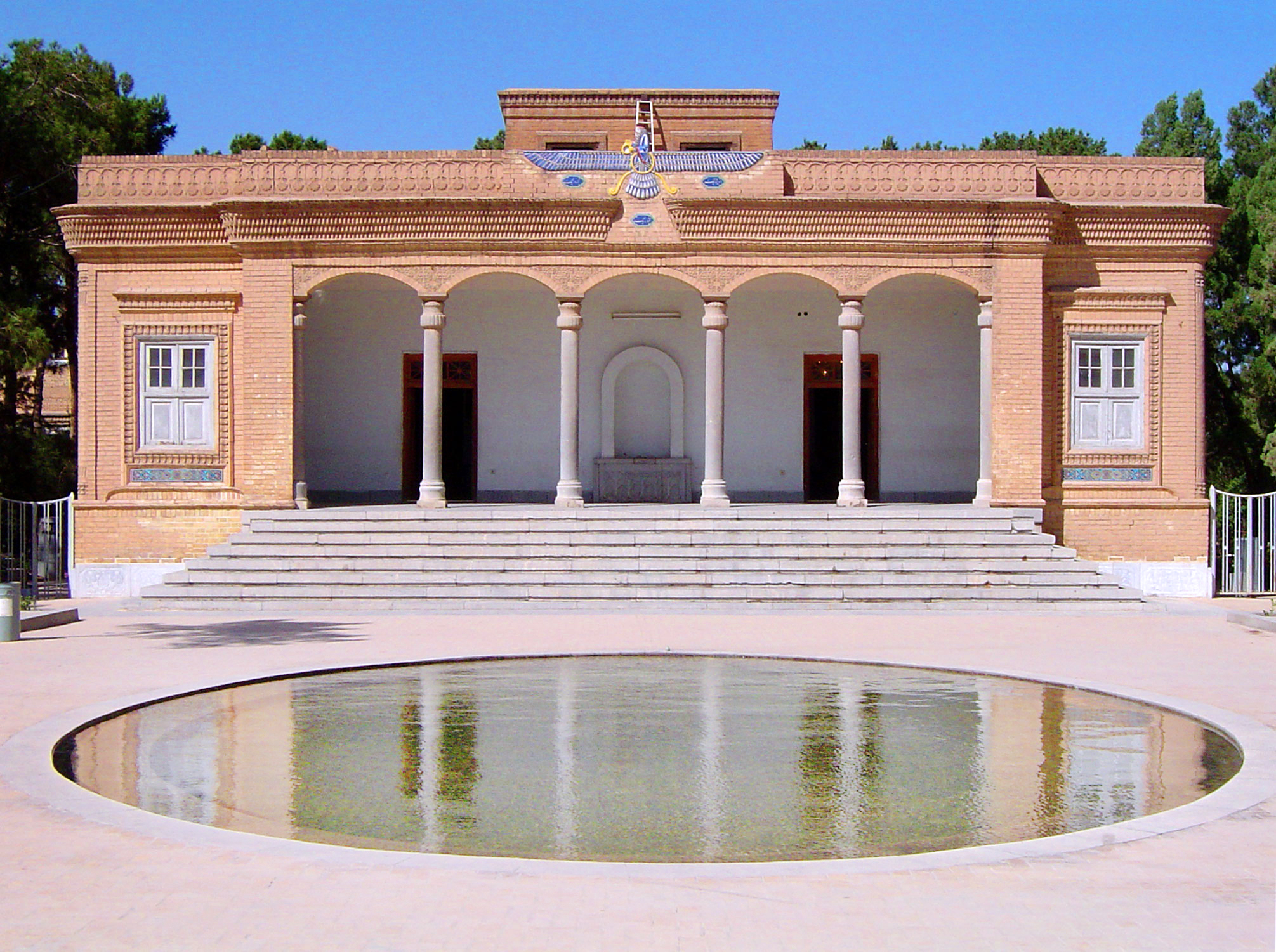
Feuertempel in Yazd

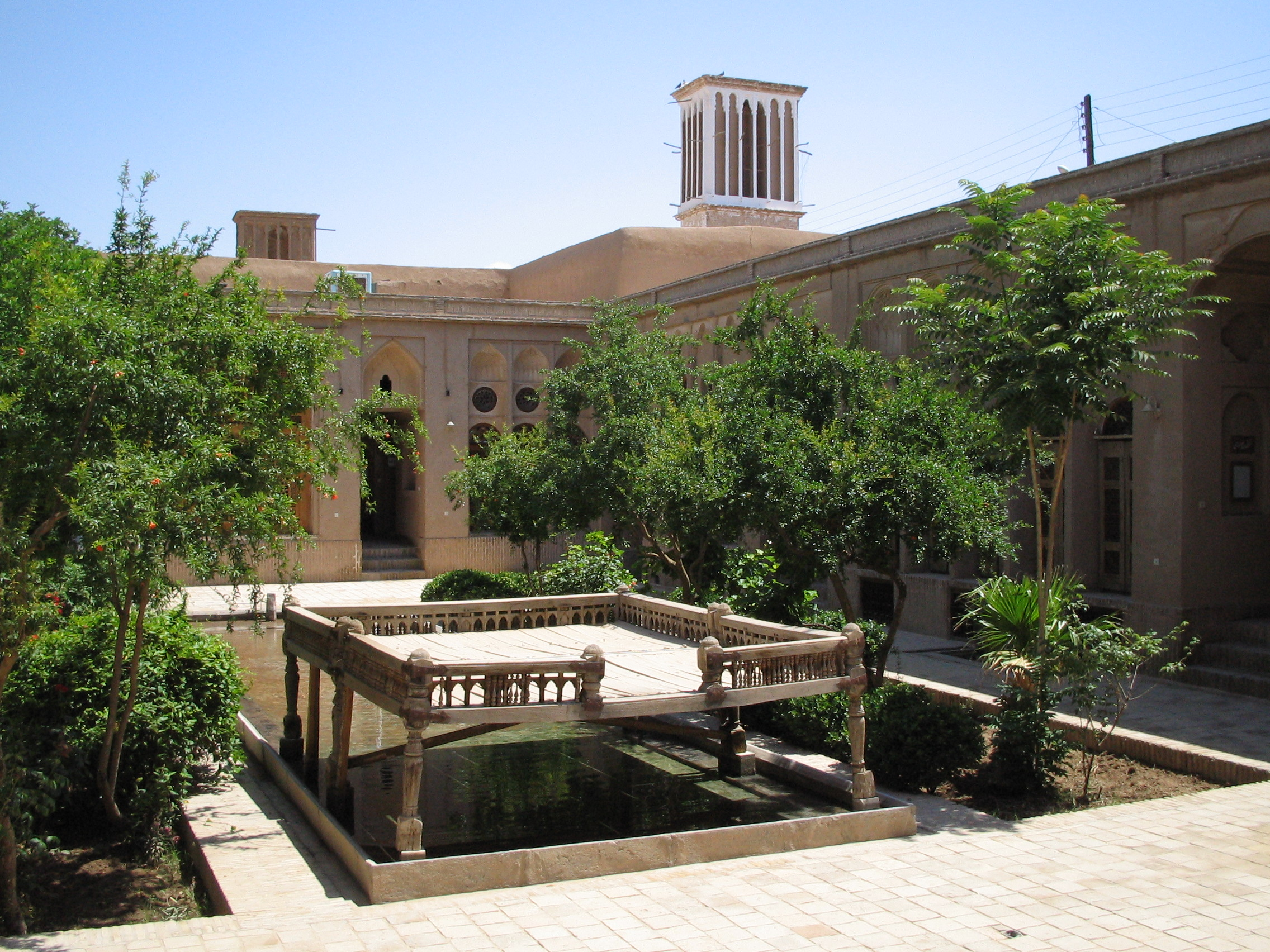
Beispiel eines Bürgerhauses in Yazd

1272 bereiste der venezianischer Händler Marco Polo das Gebiet der heutigen Provinz, welches damals unter der Herrschaft der Atabegs von Yazd stand. 
Yazd wurde 1907 historisch bedeutsam, als die Grenz- und Scheitelpunkte der britisch-russischen Interessensphären in Persien vertraglich festgelegt wurden. Der russische Einfluss sollte nördlich einer Linie von Yazd, nordwestlich bis nach Kurdistan und von Yazd nordöstlich zum persisch-afghanisch-russischen Dreiländereck dominieren  (heute: iranisch-afghanisch-turkmenisches Dreiländereck), südlich davon der Britische.

## Sehenswürdigkeiten
- Feuertempel in Yazd
- Bürgerhäuser in Yazd
- Windturm (Badgir) zur Luftkühlung in der Altstadt von Yazd
- Zoroastrischer „Turm des Schweigens“ (Dachma) am Rande von Yazd
- Freitagsmoschee von Yazd
- Moschee und Takiyya des Emirs Tschaqmaq
- Friedhof iranischer Gefallener des Iran-Irak-Kriegs in Yazd
- Taubenhaus in Meybod
- Zitadelle in Maybod
- Mausoleum von Sayyid Rukn ad-Din in Yazd
- Kurit-Talsperre bei Tabas
- Zypresse von Abarkuh

## Wirtschaft und Infrastruktur
Die Mine Saghand enthält schätzungsweise 1000 t Uran; das Erz hat jedoch eine unwirtschaftlich niedrige Uran-Konzentration. Die Fabrik in Ardakan reichert es an zu Yellowcake.

### Hochschulen (englisch)
- University of Yazd
- Shahid Sadoughi University of Medical Sciences and Health Services
- Islamic Azad University of Bafgh
- Islamic Azad University of Mehreez
- Islamic Azad University of Yazd
- Yazd Sampad Information Center

## Söhne und Töchter der Provinz
- Mohammad Chatami (* 1943), iranischer Staatspräsident
- Mosche Katzav (* 1945), israelischer Staatspräsident